# Kazachse voetbalbeker 2003
2003 was het twaalfde seizoen van de Beker van Kazachstan. De 39 deelnemende ploegen streden van 3 april t/m 11 november in een knock-outsysteem. De kwart- en halve finales bestonden uit een heen- en een terugwedstrijd.

## Voorronde
De wedstrijden werden gespeeld op 3, 4, 6 en 7 april 2003.
| Thuisclub                  | Uitslag  | Uitclub                     |
| -------------------------- | -------- | --------------------------- |
| Aqtöbe-Jas FK              | 4-0      | Batıs Plyus FK Oral         |
| Batır FK Ekibastuz 1       | 1-3 2    | Ertis-2 FK Pavlodar         |
| Elimay-2 FK Semey          | 0-4      | Xïmïk FK Stepnogor          |
| Jastar FK Astana           | 1-0      | Esil-Bogatır-2 FK Petropavl |
| Qaysar-Jas FK Qızılorda    | 0-1      | Gornyak FK Xromtaw          |
| Şaxter-Yunost FK Qarağandı | 1-0 n.v. | Uş-Qoñır FK                 |
| Tobıl-2 FK Qostanay 3      | 1-0      | Kaspïy FK Aqtaw             |
| vrijgeloot                 |          | Aqsu-Kent FK Şımkent        |
| vrijgeloot                 |          | Aqtöbe-Lento FK             |
| vrijgeloot                 |          | Atıraw FK                   |
| vrijgeloot                 |          | Batıs FK Oral               |
| vrijgeloot                 |          | Cesna FK Almatı             |
| vrijgeloot                 |          | Ekibastuzec Ekibastuz FK    |
| vrijgeloot                 |          | Elimay FK Semey             |
| vrijgeloot                 |          | Ertis FK Pavlodar           |
| vrijgeloot                 |          | Esil FK Kökşetaw            |
| vrijgeloot                 |          | Esil-Bogatır FK Petropavl   |
| vrijgeloot                 |          | Jenïs FK Astana             |
| vrijgeloot                 |          | Jambıl FK Taraz             |
| vrijgeloot                 |          | Jetisu FK Taldıqorğan       |
| vrijgeloot                 |          | Munayşı FK Atıraw           |
| vrijgeloot                 |          | Ordabası FK Şımkent         |
| vrijgeloot                 |          | Qarabastaw FK               |
| vrijgeloot                 |          | Qayrat FK Almatı            |
| vrijgeloot                 |          | Qayrat-2 FK Almatı          |
| vrijgeloot                 |          | Qaysar FK Qızılorda         |
| vrijgeloot                 |          | Qostuyın FK Arıs            |
| vrijgeloot                 |          | Şaxter FK Qarağandı         |
| vrijgeloot                 |          | Taraz FK                    |
| vrijgeloot                 |          | Tobıl FK Qostanay           |
| vrijgeloot                 |          | Torğay FK Arqalıq           |
| vrijgeloot                 |          | Vostok FK Öskemen           |
| vrijgeloot                 |          | Vostok-2 FK Öskemen         |

1 Batır FK Ekibastuz is het tweede elftal van  Ekibastuzec Ekibastuz FK.
2 Uitslag ongeldig verklaard en reglementair op 3-0 bepaald.
3 Tobıl-2 FK Qostanay trok zich terug vóór de eerste ronde.

## Eerste ronde
De wedstrijden werden gespeeld op 5 mei 2003.
| Thuisclub                  | Uitslag        | Uitclub                  |
| -------------------------- | -------------- | ------------------------ |
| Aqtöbe-Jas FK              | 0-3            | Jambıl FK Taraz          |
| Atıraw FK                  | 2-1            | Şaxter FK Qarağandı      |
| Batır FK Ekibastuz         | 0-2            | Qaysar FK Qızılorda      |
| Elimay FK Semey            | 6-2            | Torğay FK Arqalıq        |
| Ertis FK Pavlodar          | 6-0            | Jastar FK Astana         |
| Esil-Bogatır FK Petropavl  | 2-0            | Cesna FK Almatı          |
| Gornyak FK Xromtaw         | 0-2            | Ekibastuzec Ekibastuz FK |
| Ordabası FK Şımkent        | 2-3 n.v.       | Jetisu FK Taldıqorğan    |
| Qarabastaw FK              | 4              | Aqtöbe-Lento FK          |
| Qayrat FK Almatı           | 2-1 n.v.       | Vostok FK Öskemen        |
| Qostuyın FK Arıs           | 1-6            | Batıs FK Oral            |
| Şaxter-Yunost FK Qarağandı | 2-0            | Munayşı FK Atıraw        |
| Taraz FK                   | 0-1            | Jenïs FK Astana          |
| Tobıl FK Qostanay          | 2-0            | Esil FK Kökşetaw         |
| Xïmïk FK Stepnogor         | 0-1 n.v.       | Qayrat-2 FK Almatı       |
| Vostok-2 FK Öskemen        | 1-1 (6-5 n.s.) | Aqsu-Kent FK Şımkent     |

4 Qarabastaw FK trok zich terug.

## Achtste finale
De wedstrijden werden gespeeld op 4, 5 & 16 juli 2003.
| Thuisclub                  | Uitslag        | Uitclub                   |
| -------------------------- | -------------- | ------------------------- |
| Ekibastuzec Ekibastuz FK   | 1-1 (5-4 n.s.) | Atıraw FK                 |
| Jenïs FK Astana            | 2-1 5          | Elimay FK Semey           |
| Jetisu FK Taldıqorğan      | 1-2            | Aqtöbe-Lento FK           |
| Qayrat FK Almatı           | 4-0            | Vostok-2 FK Öskemen       |
| Qayrat-2 FK Almatı         | 0-1 n.v.       | Ertis FK Pavlodar         |
| Qaysar FK Qızılorda        | 2-1            | Batıs FK Oral             |
| Şaxter-Yunost FK Qarağandı | 0-1            | Esil-Bogatır FK Petropavl |
| Tobıl FK Qostanay          | 3-0            | Jambıl FK Taraz           |

5 Uitslag ongeldig verklaard en reglementair op 0-3 bepaald.

## Kwartfinale
De wedstrijden werden gespeeld op 27 juli, 8, 9 & 15 augustus 2003.
| Thuisclub                 | Uitslag | Uitslag | Uitclub                  |
| ------------------------- | ------- | ------- | ------------------------ |
| Elimay FK Semey           | 2-0     | 1-1     | Ekibastuzec Ekibastuz FK |
| Esil-Bogatır FK Petropavl | 2-0     | 2-2     | Aqtöbe-Lento FK          |
| Qaysar FK Qızılorda       | 0-3     | 1-2     | Qayrat FK Almatı         |
| Tobıl FK Qostanay         | 2-0     | 0-1     | Ertis FK Pavlodar        |

## Halve finale
De wedstrijden werden gespeeld op 24 september & 7 november 2003.
| Thuisclub                 | Uitslag | Uitslag | Uitclub           |
| ------------------------- | ------- | ------- | ----------------- |
| Esil-Bogatır FK Petropavl | 1-2     | 0-1     | Tobıl FK Qostanay |
| Elimay FK Semey           | 0-1     | 1-1     | Qayrat FK Almatı  |

## Finale
|                  |                                     |       |                      |                                                                                 |
| 11 november 2003 | Qayrat FK Almatı                    | 3 - 1 | Tobıl FK Qostanay    | Almatı Ortalıq Stadïon Toeschouwers: 8.000 Scheidsrechter: Xolmatov (Qızılorda) |
| 11 november 2003 | Tlexïgov 7' (pen.), 28' (pen.), 53' | KFF   | Kosolapov 20' (pen.) | Almatı Ortalıq Stadïon Toeschouwers: 8.000 Scheidsrechter: Xolmatov (Qızılorda) |